# Begonia sericoneura
Espèce
Synonymes
- Begonia biolleyi C.DC.[1]
- Begonia hypolipara Sandwith[1]
- Begonia lanuginosa A.DC.[1]
- Begonia nicaraguensis Standl.[1]
- Begonia pilifera (Klotzsch) A.DC.[1]
- Begonia pilifera A. DC.[2]
- Gireoudia fibrillosa Klotzsch[1]
- Gireoudia pilifera Klotzsch[1]
- Gireoudia sericoneura (Liebm.) Klotzsch[1]

Begonia sericoneura est une espèce de plantes de la famille des Begoniaceae. Ce bégonia est originaire d'Amérique du Sud. L'espèce fait partie de la section Gireoudia. Elle a été décrite en 1852 par Frederik Michael Liebmann (1813-1856). L'épithète spécifique sericoneura vient de serico (soyeux) et neuro (nerf).  

## Répartition géographique
Cette espèce est originaire des pays suivants : Belize ; Colombie ; Costa Rica ; Guatemala ; Honduras ; Mexique ; Nicaragua ; Panama.